# Kao the Kangaroo (jogo eletrônico de 2022)
Kao the Kangaroo é um jogo eletrônico de plataforma desenvolvido e publicado pela Tate Multimedia, lançado em maio de 2022 para Microsoft Windows, Nintendo Switch, PlayStation 4, PlayStation 5, Xbox One e Xbox Series X/S. É a quarta parte da franquia, uma reinicialização da série, e o primeiro título lançado após Kao the Kangaroo: Mystery of the Volcano em 2005.

## Jogabilidade
Kao the Kangaroo é um jogo de plataformas de ação 3D em terceira pessoa onde os jogadores controlam Kao enquanto ele se move e salta através de obstáculos e plataformas suspensas em uma variedade de ambientes. Ele é capaz de atacar inimigos usando suas luvas de boxe, assim como explorar áreas escondidas para colecionáveis.

## História
Situado em um mundo de animais antropomórficos, um lutador canguru chamado Kao parte em uma jornada para procurar sua irmã desaparecida, Kaia, e descobrir o segredo de seu pai há muito perdido, Koby. Para fazer isso, ele deve lutar contra os famosos "mestres de luta" que estão sendo influenciados por um poder sombrio e, finalmente, enfrentar o poderoso Guerreiro Eterno que ameaça o equilíbrio do mundo.

## Desenvolvimento
Kao the Kangaroo é desenvolvido e publicado pelo estúdio polonês Tate Multimedia, que criou anteriormente todos os outros títulos da série Kao. O jogo foi anunciado em junho de 2020, que marcou o 20º aniversário da série, com a primeira arte conceitual e informações surgindo em setembro seguinte. O desenvolvimento começou logo após o segundo jogo da série, Kao the Kangaroo: Round 2, ser relançado no Steam em 2019, após uma campanha #BringKaoBack nas mídias sociais. A Tate Multimedia foi surpreendida pelas vendas de jogos na plataforma, o que os levou a decidir criar um novo jogo. A equipe prototipou uma série de ideias, incluindo um remake do terceiro jogo da série, Mystery of the Volcano, e um jogo focado em combate estrelado por um Kao muito mais velho. Eventualmente, a equipe decidiu fazer um reboot do projeto, com a editora da Tate Multimedia, Kaja Borówko, dizendo que é uma visão completamente diferente da história e do personagem. O anúncio foi seguido por um pequeno clipe de gameplay mostrando cenas iniciais de Kao em um ambiente de selva. A Tate Multimedia desenvolveu o Kao usando a Unreal Engine 4. Embora o jogo fosse originalmente planejado para ser lançado em 2021, os desenvolvedores posteriormente adiaram o lançamento para 2022. O jogo foi lançado para Nintendo Switch, Microsoft Windows, PlayStation 4, PlayStation 5, Xbox One e Xbox Series X/S em 27 de maio de 2022.

## Recepção
Kao the Kangaroo recebeu críticas "mistas ou médias", de acordo com o agregador de críticas Metacritic.
Destructoid deu ao título uma nota 7 em 10 e elogiou seu escopo, designs de personagens, estilo de arte, controles, design de níveis e cenários de fundo, tendo pequenos problemas com sua história e dublagem. A Game Informer lamentou a dificuldade do jogo, design, habilidades e problemas técnicos do jogo, comparando-o desfavoravelmente com as franquias Mario, Crash Bandicoot e Ratchet & Clank. Hardcore Gamer sentiu que o design do nível era "facilmente o maior destaque", mas citou da mesma forma a dublagem, a trilha sonora e os bugs do jogo como suas principais falhas. A IGN deu ao jogo uma nota 7 de 10, dizendo que Kao the Kangaroo não se esforça muito para ser enigmático, embalando uma estética colorida e humor leve para levá-lo pelas partes em que parece pouco original. A Nintendo Life apreciou os designs de nível, combate, colecionáveis e personagens, mas afirmou que a câmera e o desempenho do jogo eram inferiores. Push Square achou o jogo um jogo de plataforma 3D decente com divertidos poderes de luva, design agradavelmente simples e música e visuais agradáveis, mas achou que a apresentação era desleixada com falhas, jogabilidade ocasionalmente desajeitada, escrita ruim e dublagem inadequada. Shacknews gostava dos designs de personagens, visuais, senso de humor e combate de incorporação de luvas de Kao, o Canguru, mas criticou o pop-in, problemas de desempenho, jogabilidade com bugs, dublagem, câmera no jogo e design visual. O Pure Xbox achou o jogo melhor do que o esperado, com plataformas divertidas e combate agradável, mas achou que parecia de baixo orçamento no geral, desajeitado e frustrante às vezes.